# Hanan Ashrawi
Hanan Dāwūd Khalīl Ashrāwī (Nablus, 8 ottobre 1946) è una politica palestinese.

## Biografia
Nacque in una famiglia palestinese cristiana di confessione anglicana; è cugina dell'attivista palestinese Hanna Mikhail. È docente universitaria ed è conosciuta per essere stata portavoce palestinese nella fase della nascita dell'Autorità Nazionale Palestinese. 
In occasione delle elezioni legislative palestinesi del gennaio 2006, è stata rieletta al Consiglio legislativo palestinese in una lista, La Terza Via, che ha ottenuto due seggi su un totale di 132. Con Mustafa Barghuthi, del partito Iniziativa Nazionale Palestinese, già candidato a presidente, risultando secondo per voti dopo Abū Māzen, il suo partito rappresenta una piccola minoranza che riesce a mediare fra i due principali partiti del Parlamento Palestinese: Ḥamās e al-Fatḥ.